# Coleophora jerusalemella
Coleophora jerusalemella é uma espécie de mariposa do gênero Coleophora pertencente à família Coleophoridae.